# HD184794
HD184794 — хімічно пекулярна зоря спектрального класу F5, що має видиму зоряну величину в смузі V приблизно  7,9.
Вона  розташована на відстані близько 560,4 світлових років від Сонця.